# Angenehme Akelei
Die Angenehme Akelei (Aquilegia grata), auch Dinarische Malvenfarbige Akelei, Пријатна кандилка (serb.), Prijatni pakujac (kroat.) genannt, ist eine Pflanzenart aus der Familie der Hahnenfußgewächse (Ranunculaceae). Die Angenehme Akelei ist zurzeit nur aus dem Orjen-Gebirge in Montenegro nachgewiesen. Sie ist in ihrem Heimatland als seltene Art geschützt.

## Beschreibung

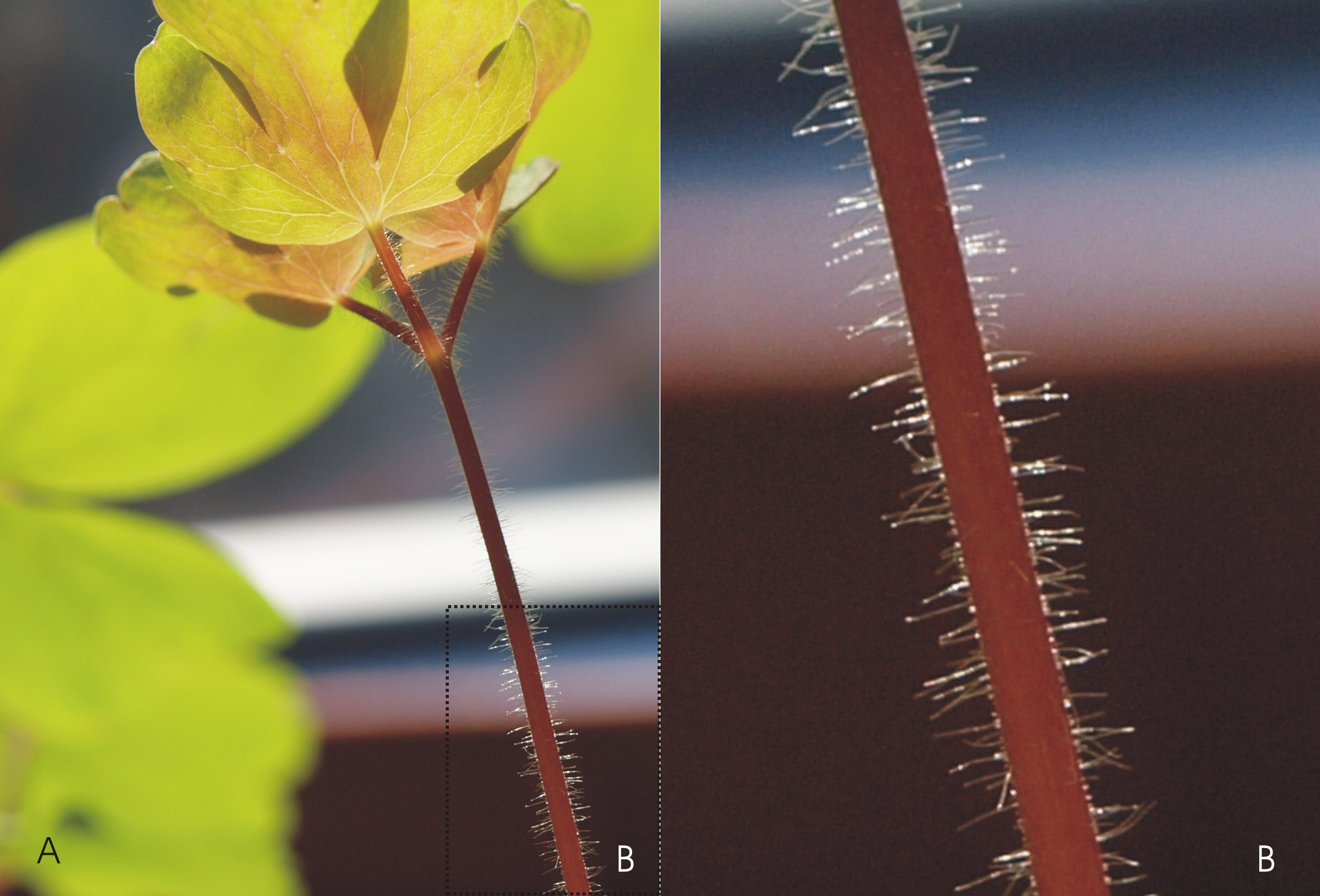
Blattstiel mit Drüsenhaaren

### Erscheinungsbild und Blatt
Die Angenehme Akelei ist eine mehrjährige, krautige Pflanze, die Wuchshöhen von meist 15 bis 30, selten bis zu 45 Zentimeter erreicht. Der aus der Mitte der lockeren Blattrosette wachsende, aufrechte Stängel ist drüsig-klebrig flaumig (Trichom) behaart. Ein charakteristisches Merkmal ist die Behaarung von Blättern und Stängel der Pflanze. Sowohl die Vorder- als auch die Rückseite der Blätter ist feinbehaart.
Die Laubblätter sind beiderseits drüsig behaart. Die grundständigen Blätter sind in einen langen Blattstiele und Blattstiel gegliedert. Die bis 10 Zentimeter lange Blattspreite der Grundblätter ist doppelt dreiteilig, und ebenso wie die Stängelblätter drüsig behaart, auf der Oberseite grün und auf der Unterseite silbern. Die oberen Stängelblätter sind dreiteilig mit mehr linealischen Abschnitten; sie sind gleichfalls dicht drüsenhaarig.

### Blütenstand und Blüte
Die Blütezeit reicht von Mai bis Juni. In traubigen Blütenständen stehen drei bis fünf, gelegentlich auch mehr Blüten an langen Blütenstielen. Die anfangs etwas nickenden, später aufrechten, gespornten, glockenförmigen Blüten sind bei einem Durchmesser von 3 bis 5 Zentimeter radiärsymmetrisch und fünfzählig. Die Blütenhüllblätter sind hellblau bis hellviolett und beim Verblühen ins Rötliche (rotviolett) übergehend. Die fünf kronblattartigen Blütenhüllblätter sind bis 3 Zentimeter lang und bis 1,1 Zentimeter breit. Die Nektarblätter sind bis zu 3 Zentimeter lang; der Sporn ist bei einer Länge von 1,4 bis 2 Zentimeter gerade oder leicht gebogen, am Ende kopfartig verdickt und dunkel gefärbt und deutlich länger als die Blätter der Nektarien. Die zahlreichen Staubblätter sind lang und reichen 5 Millimeter über die Blätter der Nektarien hinaus.
Die Blüten können aber auch rötlich, violett oder rot gefärbt sein. Auch kann die Farbe der Kronblätter am unteren Ende von Rotviolettblau nach Weiß verlaufen. Erstere Variante ist im Orjen (Montenegro), letztere im überwiegenden Verbreitungsgebiet (Ost-Bosnien, West-Serbien, Nordwest-Montenegro) verbreitet. Die Staubblätter treten bei Aquilegia grata deutlich über die Kronblätter hervor.
Die je Blüte fünf bis zehn drüsig behaarten Balgfrüchte (Folliculus) enthalten viele Samen. Die Samen sind dunkel und glänzend.

### Chromosomenzahl
Bei Aquilegia grata liegt Diploidie vor und besitzt die Chromosomenzahl 2n = 14.

## Vorkommen und Gefährdung
Die Angenehme Akelei ist in den Südöstlichen-subadriatischen Dinariden im Orjen-Gebirge auf der westlichen Balkanhalbinsel verbreitet.
Häufiger ist sie dort vor allem in wärmeliebenden Buchen-Tannenwäldern der Bijela gora. Hier wurde die Angenehme Akelei auch an Hängen der Pazua in feuchten, Grobblockhalden am Rand von Tannen-Buchenwäldern (Dinarischer Karst-Blockhalden-Tannenwald) gefunden. Außerdem ist sie lokal an feuchten nordseitigen Hängen der Bijela gora an Waldrändern häufig. Sie kommt im Randbereich von Hecken, auf Trocken- und Halbtrockenrasen sowie im Saumbereich von Wiesen vor. Sie gedeiht auf mäßig trockenen bis frischen Böden, die nährstoff- und basenreich sind und präferiert dabei kalkhaltigen Untergrund. Je sonniger der Standort ist, desto frischer sollte der Boden sein.
Die Angenehme Akelei ist eine seltene, da endemische Art, die als paläoendemisches Relikt nur von wenigen Standorten bekannt ist. Sie steht in ihrem Verbreitungsgebiet unter Naturschutz.

## Botanische Geschichte
Die Erstbeschreibung aus der Aufsammlung im Jahre 1864 von Franz de Paula Maly stammte aus dem Orjen-Gebirge, wo sie auf den Bereich der Bijela gora beschränkt ist. Im Schlossgarten des Oberen Belvedere pflegte Franz Maly diese Akelei über mehrere Jahre und gab ihr das von ihm nicht publizierte Artepitheton grata, da er seine vorhergehende Vermutung die in der Bijela gora gefundenen Exemplare gehörten zu Aquilegia kitaibelii nicht bestätigt fand. 1875 übernahm Albert Zimmeter Malys  Benennung und schrieb dazu den Protolog der Art. Zimmeter fand jedoch Ähnlichkeiten zwischen Malys Akelei, sowie einer von Josif Pančić 1864 auf der Mokra Gora in Westserbien gefundenen Akelei, die Pančić zuerst fälschlicherweise als Aquilegia thalictrifolia zugehörig fand. Zimmeter verband damit im Protolog zu Aquilegia grata die Aufsammlungen der Akeleien aus dem mittleren Drinaeinzugsgebiet mit denen im mediterran getönten Karstgebirge der Adriaküste. Da Franz Malys Material jedoch das einzige blieb, dass von der Typlokalität stammte und die zu grata gestellten Akelei aus dem subkontinentalen Buchenwäldern Bosniens und Serbiens wesentliche morphologische Unterschiede zeigen (u. a. die zweifarbigen Petalen), blieb die genaue Zuordnung von Aquilegia grata lange unklar. Zwischenzeitlich wurden die Exemplare die irrtümlich zu A. grata gestellt wurden als Aquilegia nikolicii ausgegliedert. Das Artepitheton leitet sich von lateinisch gratus für dankbar, angenehm ab.